# Scaphiophryninae
Scaphiophryninae – podrodzina płazów bezogonowych z rodziny wąskopyskowatych (Microhylidae).

## Zasięg występowania
Podrodzina obejmuje gatunki występujące na Madagaskarze.

## Podział systematyczny
Do podrodziny należą następujące rodzaje:
- Paradoxophyla Blommers-Schlösser & Blanc, 1991
- Scaphiophryne Boulenger, 1882